# 제7회 골든 래즈베리상
제7회 골든 래즈베리상은 1986년 영화를 대상으로 1987년 3월에 열린 시상식이다. 헐리우드 루즈벨트호텔에서 개최되었다.

## 수상 및 후보

### 최악의 작품상
- 하워드 덕 수상
- 체리 문 수상
- 젊은 분노
- 코브라
- 상하이 유혹

### 최악의 남우주연상
- 체리 문 - Prince 수상
- 맥시멈 오버드라이브 - 에밀리오 에스테베즈
- 젊은 분노 - 쥬드 넬슨
- 상하이 유혹 - 숀 펜
- 코브라 - 실베스타 스탤론

### 최악의 여우주연상
- 상하이 유혹 - 마돈나 수상
- 나인 하프 위크 - 킴 베이싱어
- 타이판 - 조안 첸
- 코브라 - 브리짓 닐슨
- 젊은 분노 - 알리 쉬디

### 최악의 남우조연상
- 체리 문 - Jerome Benton 수상
- 지상의 낙원 - 피터 오툴
- 하워드 덕 - 팀 로빈스
- 코브라 - 브라이언 톰슨
- 젊은 분노 - 스콧 윌슨

### 최악의 여우조연상
- 허니문 소동 - 돔 드루이즈 수상
- 화성에서 온 침입자 - Louse Fletcher
- 폴더가이스트 2 - Zelda Rubinstein
- 파워 - 베아트리스 스트레이트
- 체리 문 - 크리스틴 스콧 토마스

### 최악의 감독상
- 체리 문 - Prince 수상
- 상하이 유혹 - 짐 고다르
- 하워드 덕 - 윌러드 혁
- 맥시먼 오버드라이브 - 스티븐 킹
- 젊은 분노 - Michelle Manning

### 최악의 각본상
- 하워드 덕 수상
- 코브라
- 나인 하프 위크
- 상하이 유혹
- 체리 문

### 최악의 신인상
- 하워드 덕 - 오리옷을 입은 여섯명의 남녀 수상
- 타이판 - 조안 첸
- 불타는 도전 - 미치 게이로
- 체리 문 - 크리스틴 스콧 토마스
- 코브라 - 브라이언 톰슨

### 최악의 주제가상
- 체리 문 - Love or Money 수상
- 하워드 덕 - Howard The Duck
- 나인 하프 위크 - I Do What I Do
- 인생이란 - Life in a Looking Glass
- 상하이 유혹 - Shanghai Surprise

### 최악의 특수효과상
- 하워드 덕 수상
- 화성에서 온 침입자
- 킹콩 2

## 같이 보기
- 제59회 아카데미상
- 제40회 영국 아카데미 영화상
- 제44회 골든 글로브상